# アイリン
アイリン（AIRIN）は、愛知県名古屋市北区水草町に本社を置く下着卸売業。

## 沿革
- 1968年（昭和43年）7月 - 北区元志賀町において、創業者林康男により個人創業[4]。
- 1968年（昭和43年）10月 - アイリン株式会社として、資本金250万円で法人設立[4]。
- 1970年（昭和45年）7月 - 現在地に本社新築移転[4]。
- 2015年（平成27年）4月1日 - 株式会社三愛より婦人服販売事業を譲り受け[5]。

## 取扱商品
- 男性用肌着[6]
- 女性用肌着[6]
- 子供用肌着[6]
- 寝間着[6]
- 子供用洋服[6]

## 拠点一覧
（2014年12月現在）
- 本社 - 愛知県名古屋市北区水草町1-34[7]
- 東京本部 - 東京都港区港南2-13-31 品川NSSビル7F[7]
- 大阪支店 - 大阪府大阪市中央区久太郎町1-4-8[7]
- 札幌営業所 - 北海道札幌市中央区大通東2-3-1 36桂和ビル6階[7]
- アイリンロジスティック名古屋 - 愛知県清須市西枇杷島町城並1-5-1[7]
- アイリンロジスティック東京 - 埼玉県越谷市大間野町4-183-1[7]